# Henry Luke Orombi

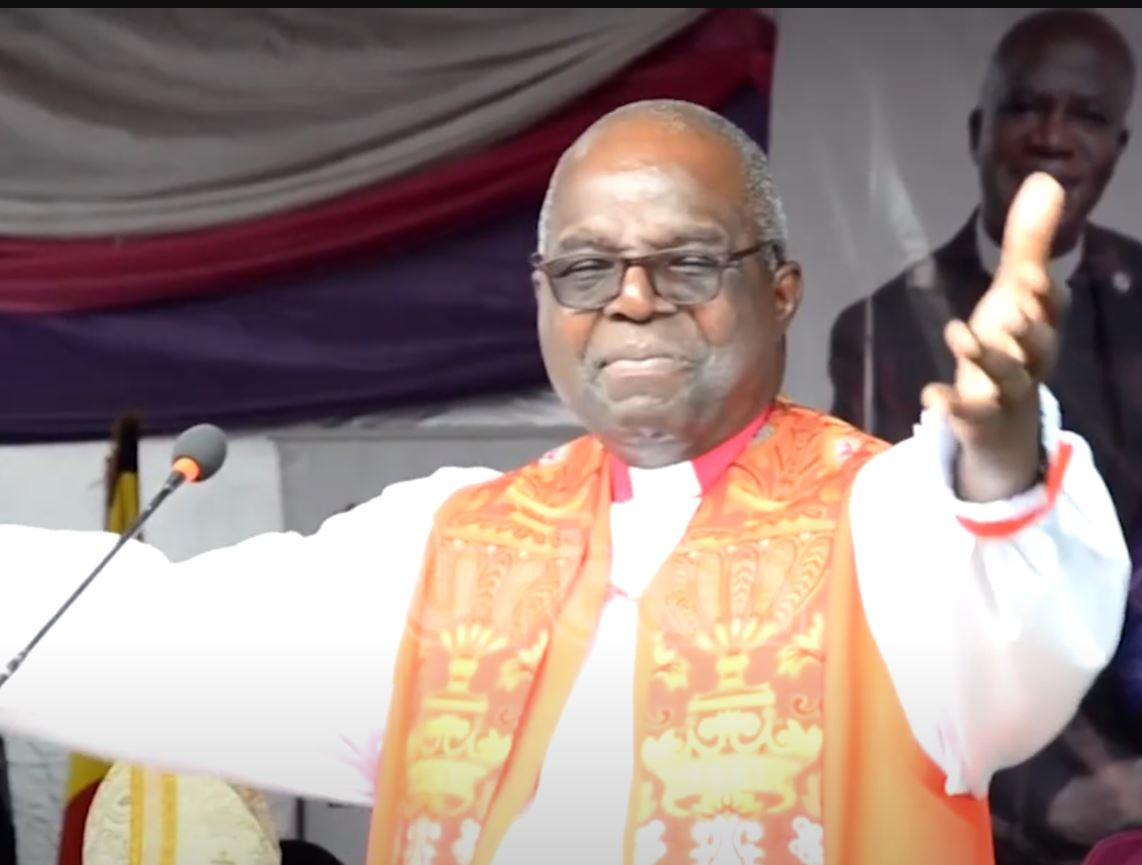
Henry Luke Orombi

Henry Luke Orombi (* 1949 in Goli, Uganda) war der anglikanische Erzbischof der Church of Uganda und Bischof von Kampala von 2004 bis 2012. In dieser Funktion war er auch der Kanzler der Uganda Christian University.

## Leben und Wirken
Henry Orombi wurde in Goli, im Nordwesten von Uganda, geboren. Im Lehrerseminar bekehrte er sich zu Christus. 1974 begegnete er erstmals Janani Luwum dem damaligen Primas von Uganda, der ihn davon überzeugte, dass er Theologie studieren solle. Er besuchte dann das Bishop Tucker Theological College, heute die Uganda Christian University in der Nähe von Kampala. In dieser Zeit bekam er im Seminar mit, dass Janani Luwum der damalige Primas von Uganda von Idi Amins Soldaten verschleppt wurde. Luwam wurde kurz darauf umgebracht.
Nach dem Seminar war als Jugendpastor tätig und wurde unter Idi Amin verhaftet und war einige Zeit im Gefängnis. 1979 wurde er zum Priester geweiht und von 1980 bis 1983 besuchte er das St John’s College in Nottingham in England.
Nach seiner Rückkehr war er bis 1986 weiter als Jugendpastor im Bistum Madi und Westnil, von 1987 bis 1993 als Archidiakon in Goli im Distrikt Moyo und von 1993 bis 2003 Bischof von Nebbi. Er begann dort mit praktisch nichts, und nach zehn Jahren hatte er eine kirchliche Infrastruktur aufgestellt, die Kirchen, Schulungszentren, eine Piste für Flugzeuge von Missionaren umfasste und eine Sozialarbeit in der Stadt und auf dem Land die anglikanische Mitarbeit aus Südkorea, Schottland, England und Deutschland anzog.
Am 4. Juli 2003 wurde er zum neuen Erzbischof gewählt und am 25. Januar 2004 in einem feierlichen Gottesdienst installiert vor 2000 Gästen einschließlich des Präsidenten Yoweri Museveni. 2008 bekannte er sich dazu, laut einem Bericht der Zeitung New Vision, Angst um sein Leben zu haben, aufgrund mörderischer Absichten homosexueller Menschen, die er zu vernehmen meint.
2012 trat er als Erzbischof zurück, sein Nachfolger wurde Stanley Ntagali.